# المنبع (النادرة)

تعديل مصدري - تعديل

المنبع محلة تابعة لقرية خربه الصياري، التابعة لعزلة حدة بمديرية النادرة إحدى مديريات محافظة إب في الجمهورية اليمنية، بلغ تعداد سكانها 56 حسب تعداد اليمن لعام 2004.